# حديقة فيوردلاند الوطنية
يحتل منتزه فيوردلاند الوطني الزاوية الجنوبية الغربية من الجزيرة الجنوبية لنيوزيلندا . وهي أكبر حديقة وطنية في نيوزيلندا ، حيث تبلغ مساحتها 12607 كم مربع،  وجزء كبير من موقع تي واهيبونامو للتراث العالمي . تدار الحديقة من قبل قسم الحفظ .

## الجغرافيا
منذ آلاف السنين ، خلقت الأنهار الجليدية والعديد من المضايق ، وأشهرها وأكثرها زيارة هو مضيق ميلفورد ساوند يلفورد سوند . من بين المضايق الأخرى المعروفة نجد أيضًا دبتفول سوند ودوسكي سوند .
ساحل فيوردلاند شديد الانحدار ومضلع ، مع مضائق وديان السلاسل الجنوبية ل جبال الألب الجنوبية ، بما في ذلك جبل مورشيسون. في الجزء الشمالي من المنتزه ، تتجاوز عدة قمم 2000 متر فوق مستوى سطح البحر.
كما أنشأ الجليد عدة جزر، بما في ذلك اثنين من الجزر غير المأهولة كبيرة، . تم العثور على العديد من البحيرات الكبيرة كليًا أو جزئيًا في الحديقة ، بما في ذلك بحيرات وتعد شلالات ساذرلاند ، جنوب غرب ميلفورد ساوند على مسار ميلفورد ، من بين أعلى الشلالات في العالم.
تأتي الرياح بشكل رئيسي من الغرب ، وتهب الهواء الرطب من بحر تسمان . عند مقابلة الجبال ، يبرد هذا الهواء ويسبب سقوط أمطار كبيرة على المنطقة (تصل إلى سبعة أمتار في عدة أماكن في الحديقة). يحافظ المطر على الغابات المعتدلة رطبة .

## الحيوانات والنباتات
وتتنوع الحيوانات ويشمل دلفين ، فقميات ، فئران ، قواع وأيل . من بين الطيور نجد كاكابو ، الببغاء الوحيد بدون القدرة على الطيران. يمكننا أيضا تلبية كيويات ، المستوطنة في البلاد .

## الوصول
يقتصر الوصول إلى الطريق على شارع ميلفورد (SH 94) ، الذي يذهب شمالًا من مغادرته إلى تي أناو ويمتد على طول حدود المنتزه قبل دخوله بالقرب من المقر الرئيسي على نهر إيغلينتون . ومن هناك يعبر الركن الشمالي الغربي للحديقة ، وينتهي عند ميلفورد ساوند. جنوب تي أناو ، طريق أصغر يربطها بمانابوري . هناك طريق صغير آخر يربط Doubtful Sound إلى الشاطئ الغربي لبحيرة Manapouri.
هناك شركات صغيرة تقدم خدمات طائرات الهليكوبتر أو الطائرات الخفيفة إلى ميلفورد ساوند. هناك أيضا مرسى صغير .

## الأنشطة
تشتهر الحديقة بالمتنزهين والمتسلقين ، الذين يمكنهم القيام بمسارات مختلفة ،و لا تزال هناك طرق أخرى تذهب إلى ميلفورد ساوند ، والتي يمكن الوصول إليها بسهولة بالسيارة.
في سنوات 1920 غزا الحديقة من الغزلان قدمو من أوروبا . أعطت حكومة اليوم المال للصيادين لكل قتل الغزلان ، مما أثار اندفاعًا على الحيوانات وانتهى بمعارك بين الصيادين. بدأت الأخيرة في استخدام المروحيات للصيد بشكل أفضل في هذه التضاريس الصعبة. انخفض عدد الغزلان بشكل كبير وأوقفت الحكومة الانخفاض من خلال تقليل عدد الصيادين المصرح لهم وإعادة الغزلان. يتم استخدام المروحيات التي كانت تستخدم للصيد اليوم لإظهار السياح الحديقة من الهواء .

## معرض الصور

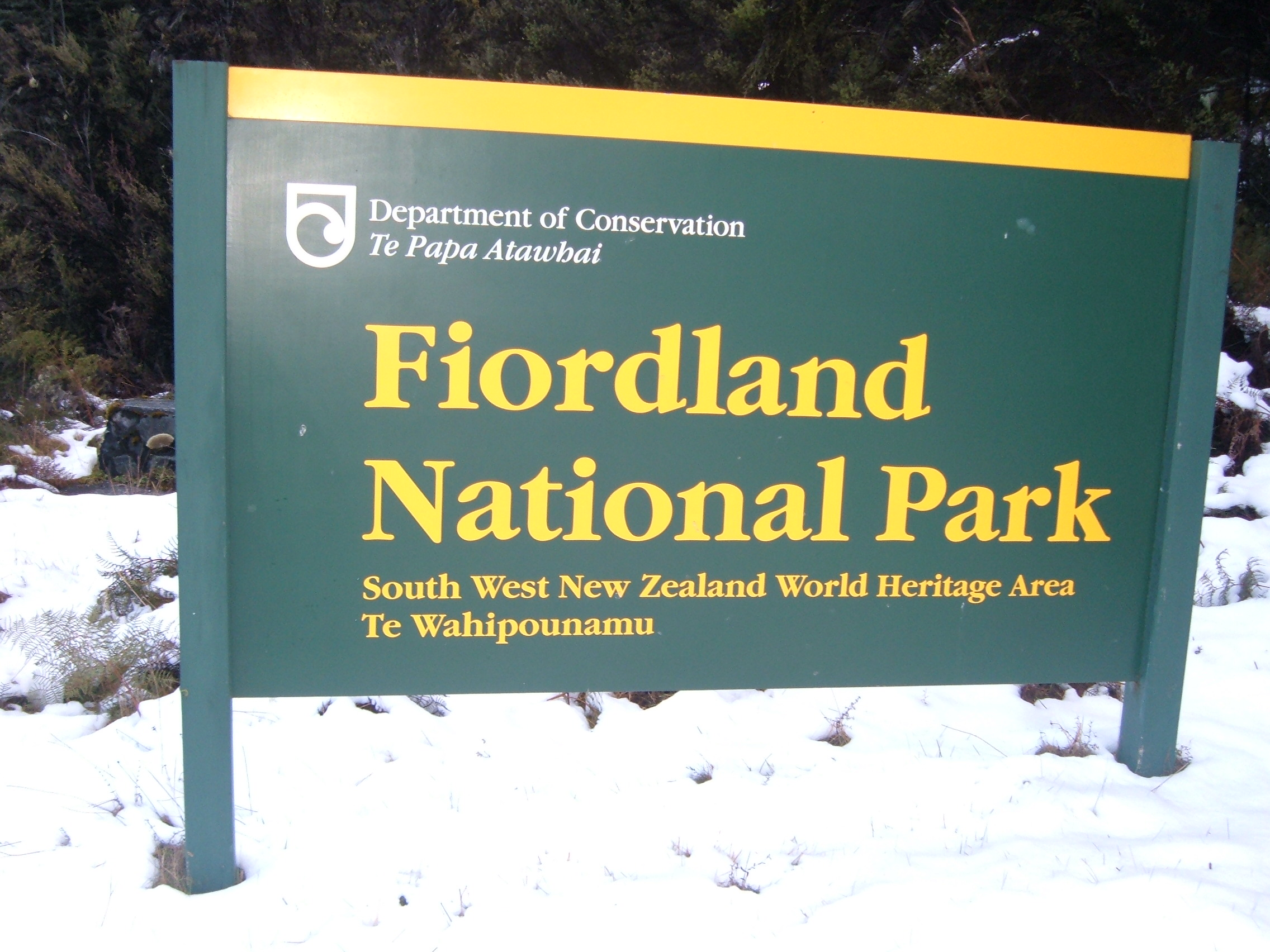
دخول إلى حديقة فيوردلند الوطنية

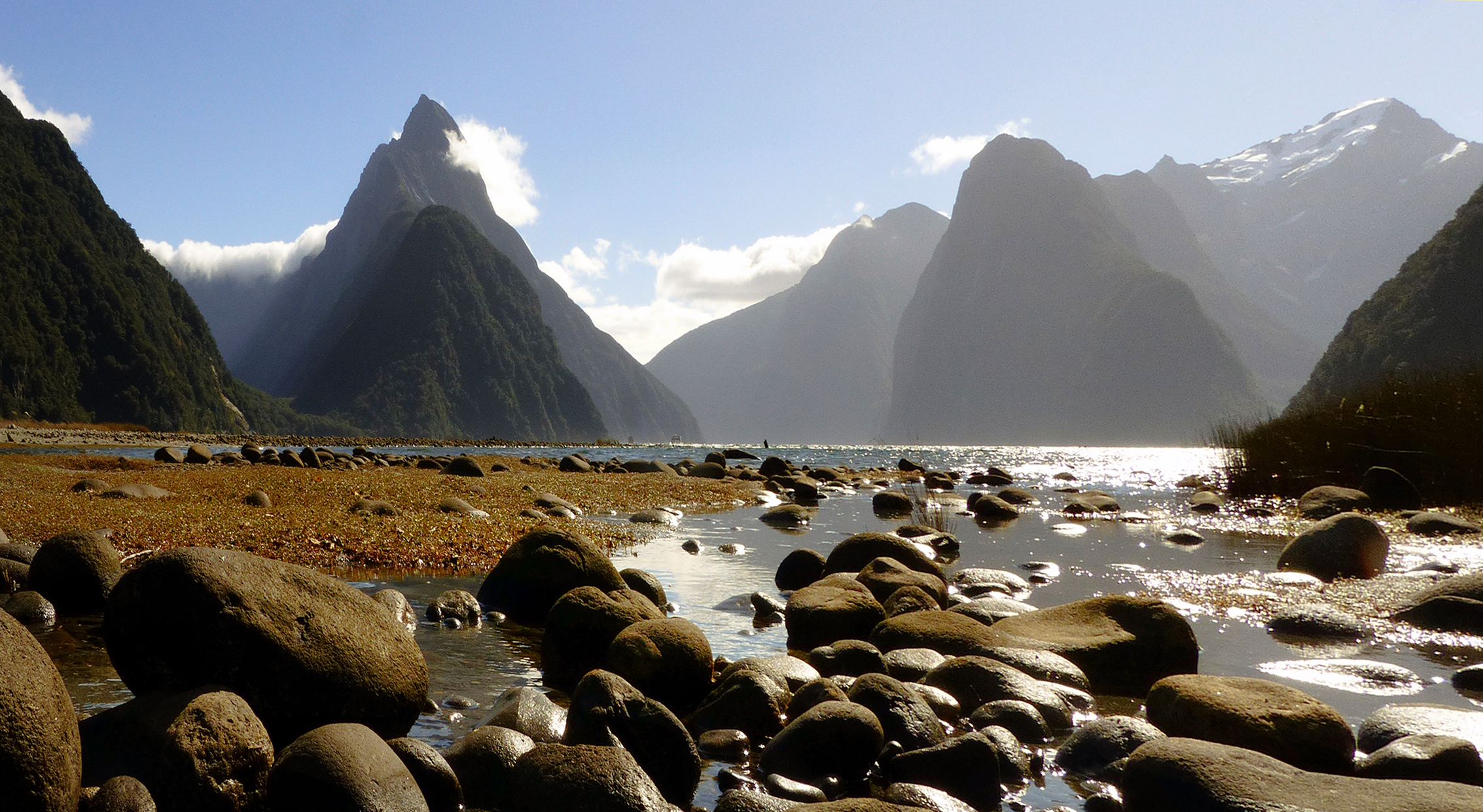
ميلفورد ساوند : ميتري بيك ، الجبل على اليسار ، يرتفع 1692 م فوق الخليج

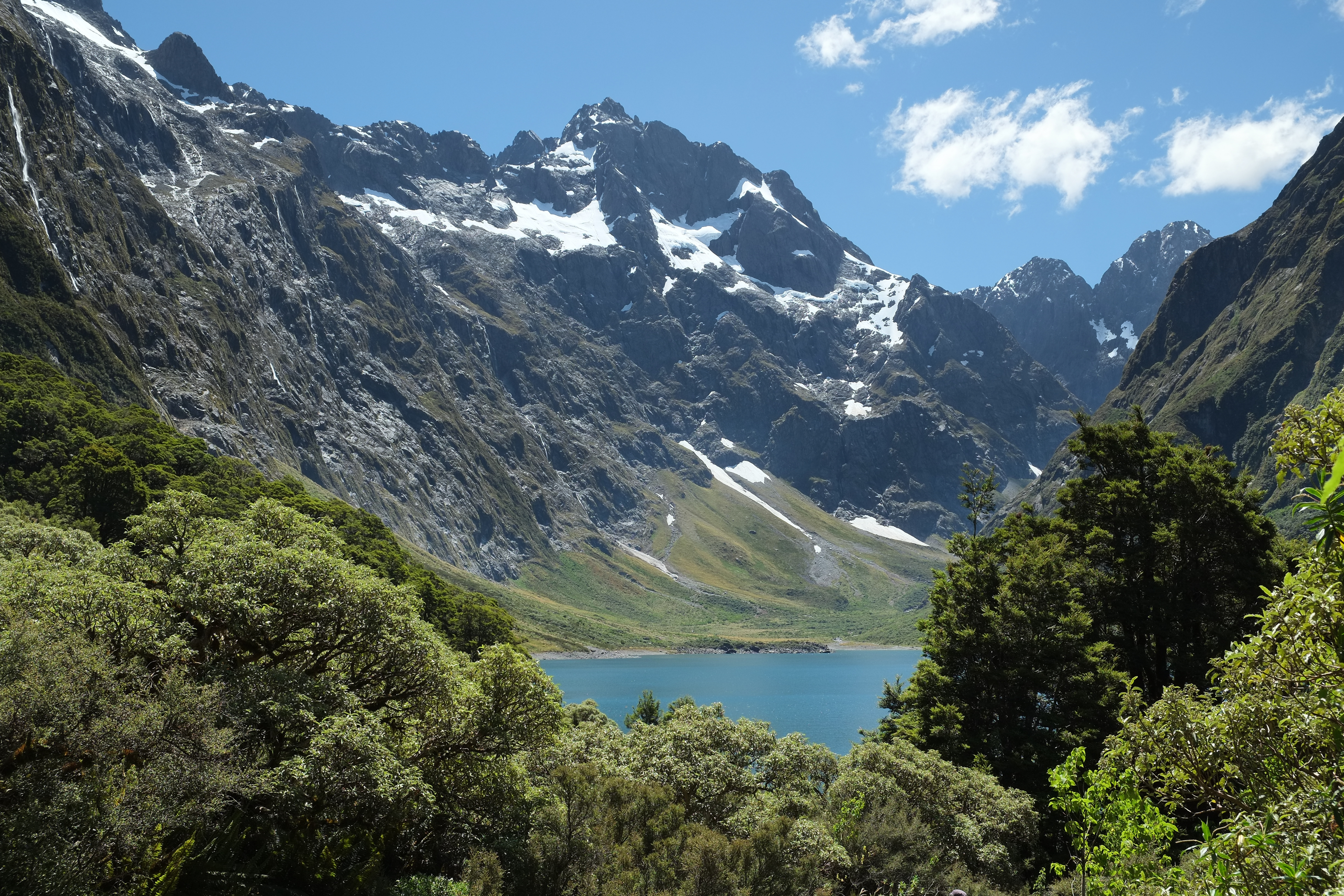
بحيرة ماريان في جبال دارين

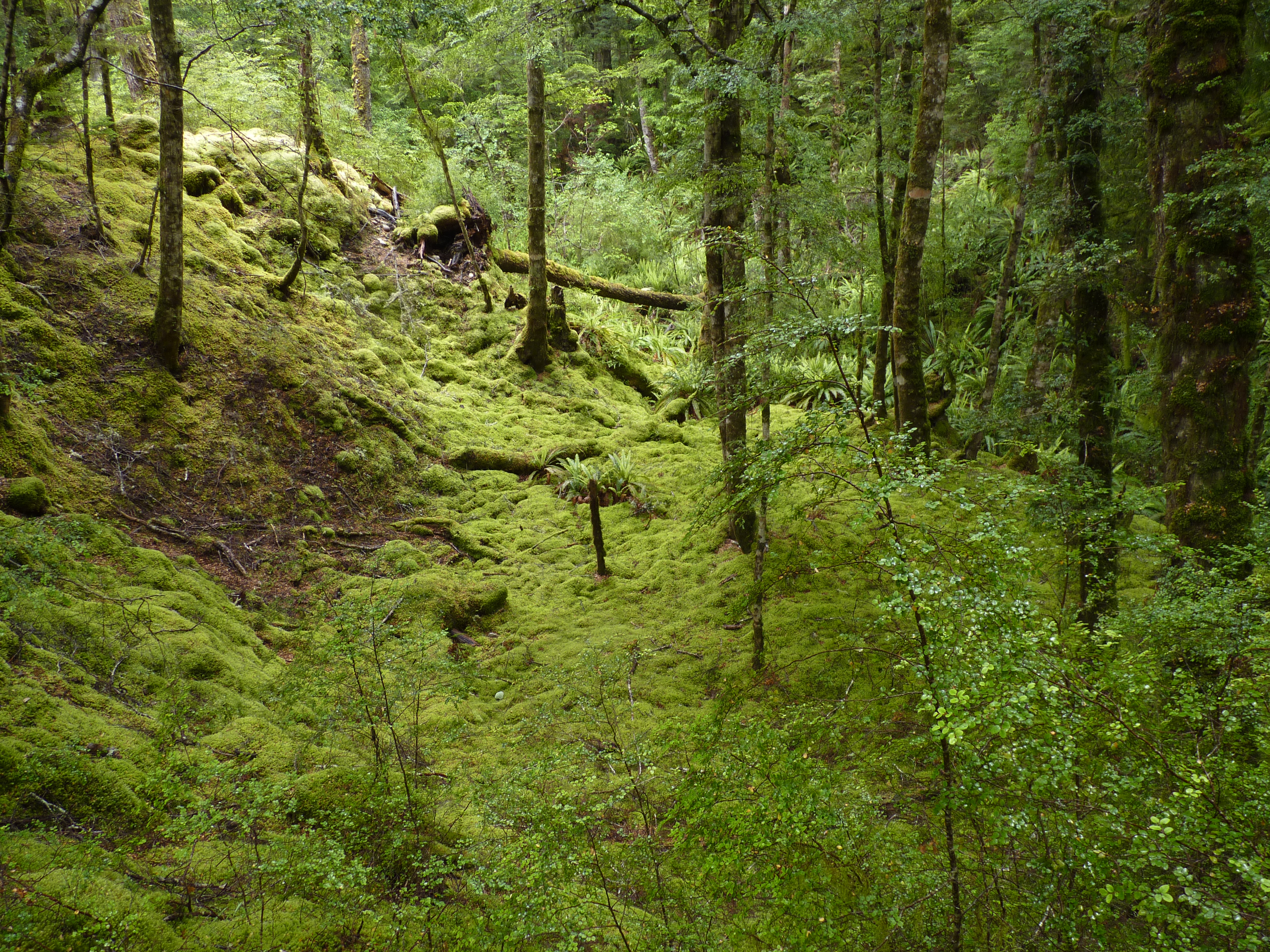
تفهم الشجيرات والسرخس والطحالب

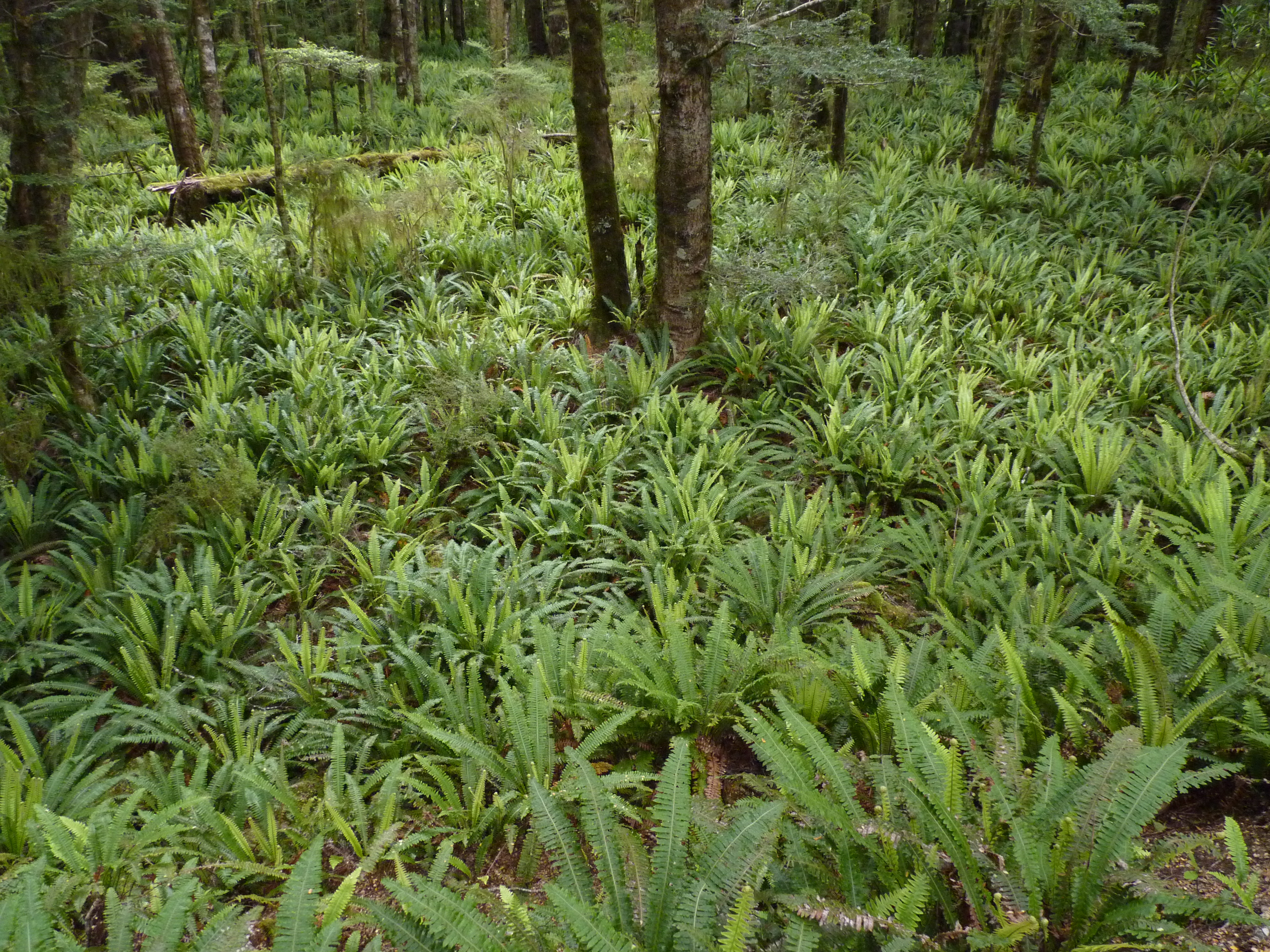
سرخس التاج

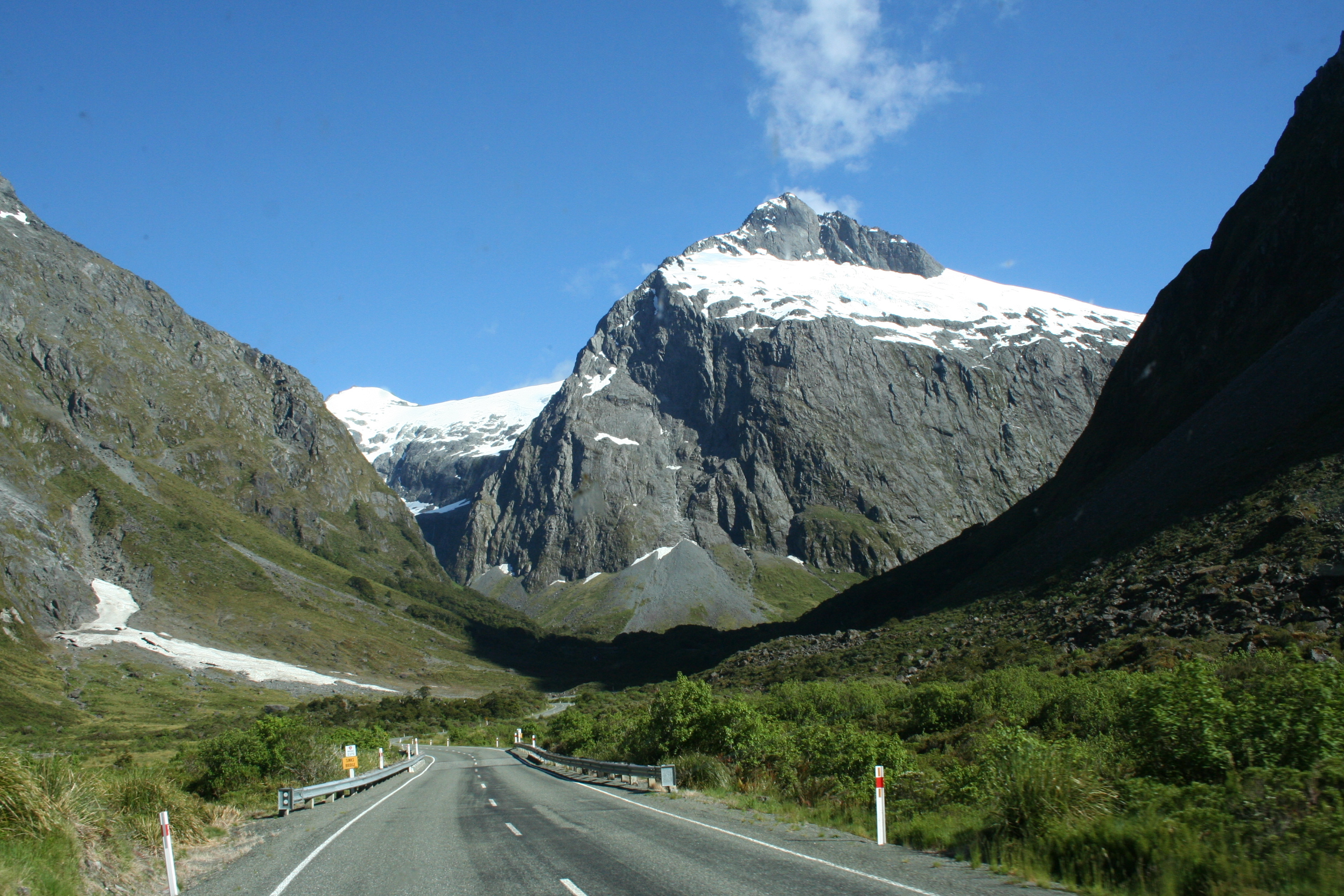
طريق ميلفورد شرق ممر هومر

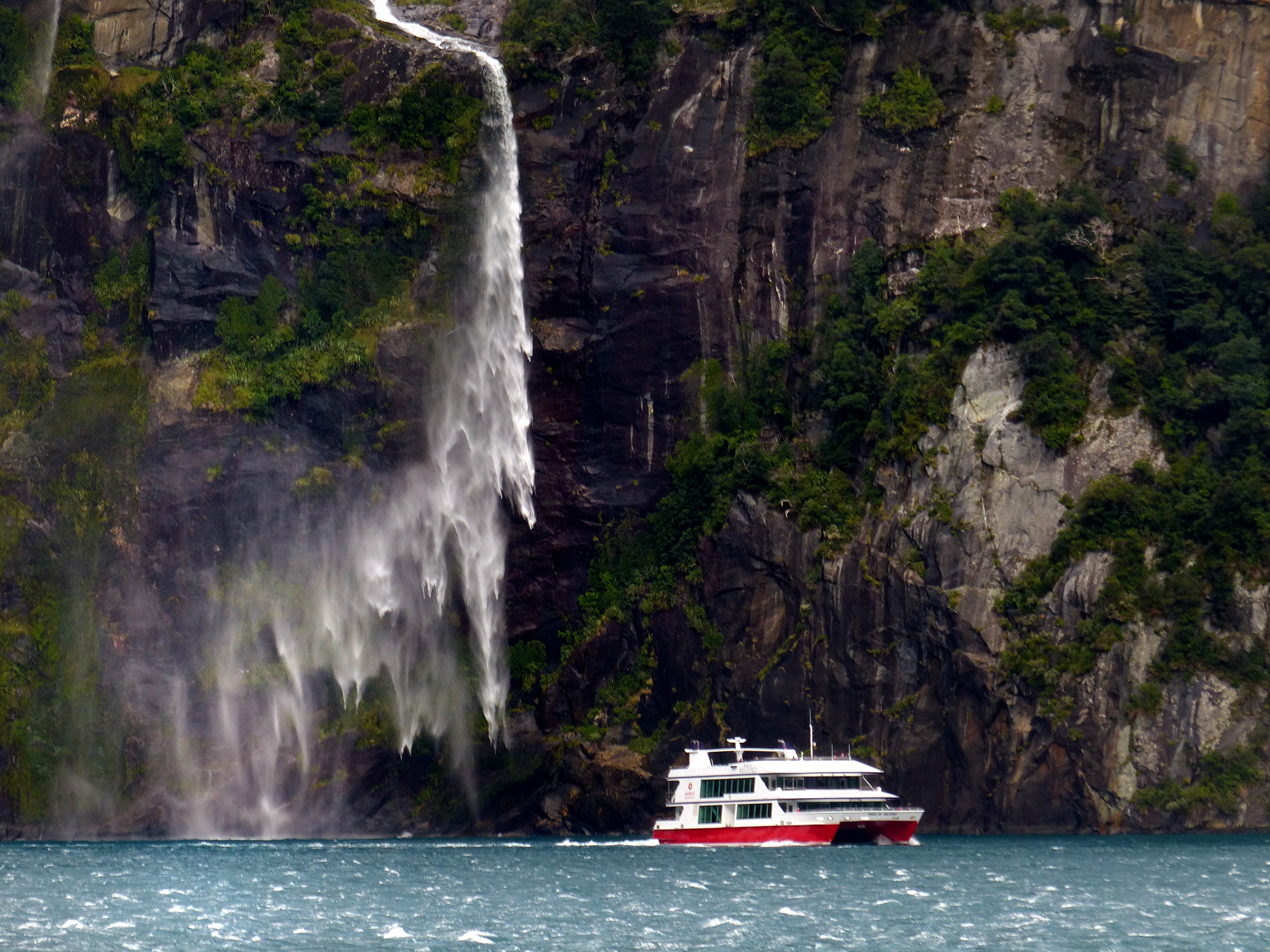
قارب سياحي في ميلفورد ساوند

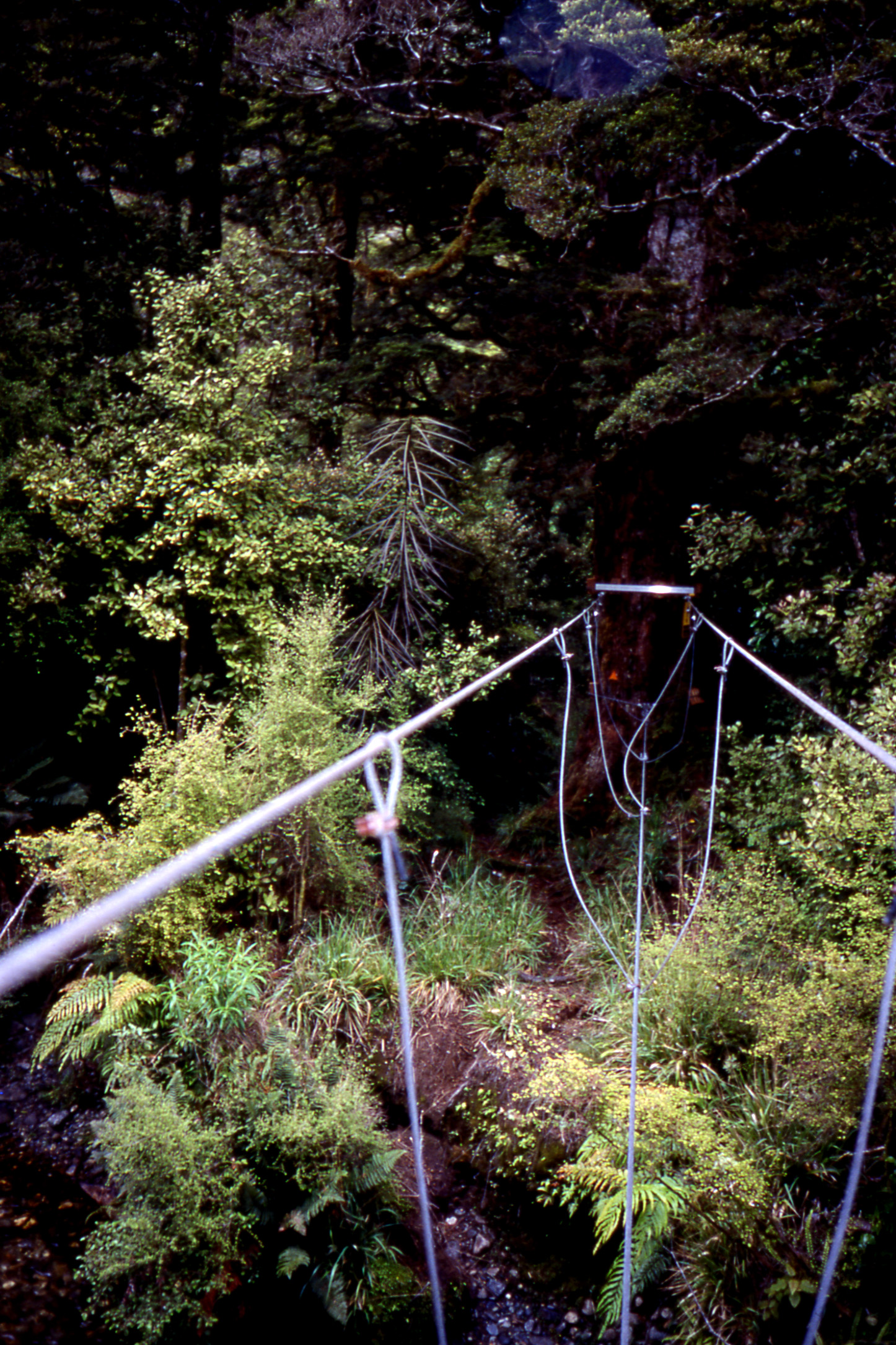
جسر من ثلاثة أسلاك على مسار داسكي